# Mark Davis (luchador)
Davis Passfield (Queensland, 20 de agosto de 1990), conocido por su nombre en el ring Mark Davis, es un luchador profesional australiano. Actualmente trabaja para All Elite Wrestling (AEW). También aparece en su compañía hermana Ring of Honor (ROH), donde es un ex-Campeón Mundial en Parejas de ROH. También aparece para New Japan Pro-Wrestling (NJPW), donde es un ex-Campeón en Parejas de IWGP, y dos veces e inaugural Campeón en Parejas de Peso Abierto STRONG y Revolution Pro Wrestling, donde es un ex dos veces Campeón Indiscutible en Parejas Británico.
Desde 2017 ha hecho equipo con el también luchador australiano Kyle Fletcher como Aussie Open y ambos son miembros actuales del United Empire. También han aparecido en All Elite Wrestling y en promociones independientes británicas como Progress Wrestling y Attack! Pro Wrestling. Davis comúnmente hizo apariciones para Promociones Independientes de Australia desde 2007, como Melbourne City Wrestling, durante el comienzo de su carrera.

## Carrera en la lucha libre profesional

### Primeros años (2007-2016)
Passfield hizo su debut en la lucha libre profesional en 2007, bajo el nombre de Mark Davis para Professional Wrestling Alliance. Compitió en la escena de la lucha libre independiente australiana hasta 2016, trabajando para promociones como Melbourne City Wrestling, enfrentándose a luchadores como Robbie Eagles.

### Circuito independiente (2017-presente)

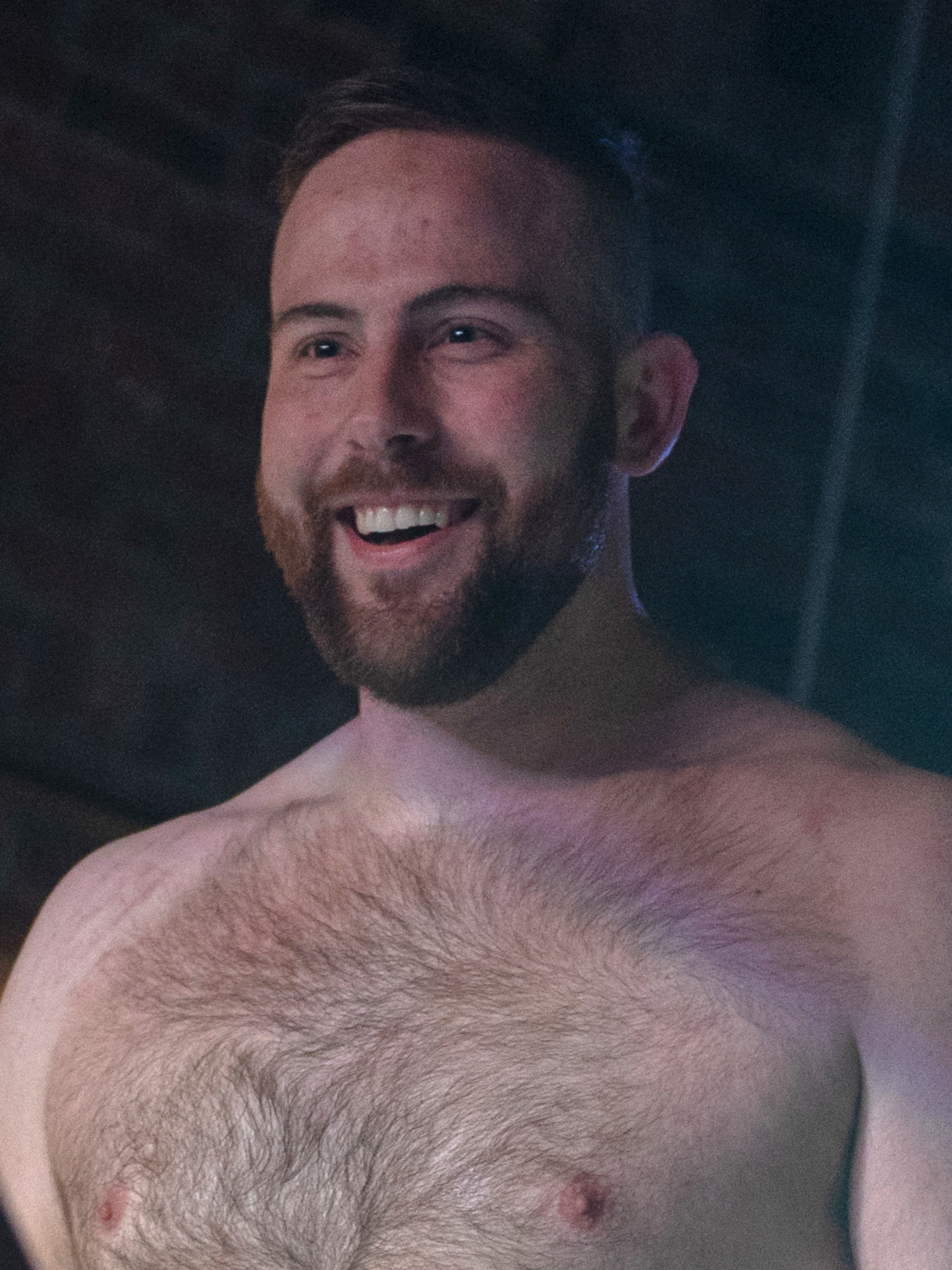
Mark Davis en un evento independiente en abril de 2019.

Davis viajó para trabajar en la escena independiente británica en mayo de 2017, trabajando comúnmente para WhatCulture Pro Wrestling (WCPW) y Attack! Pro Wrestling. Durante julio del mismo año, Davis hizo equipo por primera vez con el también luchador australiano Kyle Fletcher como The Aussie Assault. Los dos comúnmente formaron equipo a partir de ahí y finalmente cambiaron el nombre de su equipo a Aussie Open, compitiendo juntos en todo el Reino Unido. Aussie Open también compitió en Europa, para promociones como Westside Xtreme Wrestling. En agosto, Aussie Open hizo su debut para Revolution Pro Wrestling y continuó trabajando con ellos a largo plazo. Esto significaba que trabajarían con el talento de New Japan Pro-Wrestling debido a su acuerdo de trabajo con RevPro. Aussie Open solía enfrentarse a talentos como Roppongi 3K, que estaban en una excursión de aprendizaje desde New Japan. Durante su gira por el Reino Unido en mayo de 2018, el Aussie Open hizo su debut en Ring of Honor, perdiendo ante The Boys, los valets Dalton Castle. El 14 de octubre en Global Wars UK, un evento interpromocional realizado por RevPro y NJPW, Davis perdió ante Satoshi Kojima. En marzo de 2019, el Aussie Open ganó el Campeonato Mundial en Parejas de wXw, antes de perderlos ante Ilja Dragunov y WALTER, poniendo fin a su reinado de 147 días. Recuperaron los campeonatos 41 días después, pero tuvieron que dejarlos después de 14 días, debido a que Davis sufrió una lesión en la pierna. En mayo de 2019,Aussie  logró una gran victoria al derrotar a Suzuki-gun (Minoru Suzuki & Zack Sabre Jr.) de NJPW, para ganar los Campeonatos Británicos en Parejas por primera vez. Perdieron los títulos ante Sha Samuels y Josh Bodom, poniendo fin a su reinado a los 50 días.

### New Japan Pro-Wrestling (2019-presente)
Aussie Open hizo su debut en New Japan Pro-Wrestling (NJPW) en NJPW Royal Quest el 31 de agosto, perdiendo en un combate por el Campeonato en Parejas de IWGP ante Guerrillas of Destiny (Tama Tonga & Tanga Loa). Aussie Open luchó con poca frecuencia en 2020 debido a la pandemia de COVID-19. En febrero de 2021, Aussie Open regresó a Australia, por primera vez como equipo, luchando en varios eventos independientes. Aussie Open regresó a RevPro el 21 de agosto de 2021 y recuperó los campeonatos británicos en parejas el mes siguiente. El 19 de septiembre, en el evento High Stakes de RevPro, Aussie Open hizo equipo con el Campeón Británico Indiscutible Peso Pesado Will Ospreay para atacar a The Young Guns y Shota Umino, uniéndose al grupo United Empire y cambiando a heel. Los tres comenzaron a formar equipo constantemente como un trío en todo el Reino Unido. Perdieron los campeonatos ante Roy Knight y Ricky Knight Jr, poniendo fin a su reinado a los 63 días. El 10 de abril de 2022, el Aussie Open hizo su debut en NJPW Strong, haciendo equipo con su compañero de United Empire, Jeff Cobb, para derrotar a TMDK. El 16 de abril en Windy City Riot, Aussie Open y Cobb hicieron equipos con sus compañeros de United Empire Great-O-Khan, T.J. Perkins y Aaron Henare para derrotar a los representantes del Bullet Club, The Good Brothers ( Doc Gallows & Karl Anderson), Chris Bey, El Phantasmo y el miembro invitado Scott Norton en una lucha por equipos de 12 hombres. En Capital Collision, Cobb, Henare y Aussie Open perdieron ante TMDK en una lucha por equipos de 8 hombres.
En la edición del 19 de junio de NJPW Strong Ignition, Aussie Open compitió en un torneo para coronar al inaugural Campeón en Parejas de Peso Abierto STRONG. En la primera ronda, derrotaron aEvil Uno y Alan Angels de The Dark Order y derrotaron al Stray Dog Army en las semifinales. En la final de Strong: High Alert, Davis y Fletcher derrotaron a Christopher Daniels y Yuya Uemura para convertirse en los campeones inaugurales.
En Music City Mayhem, Aussie Open hizo equipo con TJ Perkins para derrotar al equipo de Alex Zayne y los Campeones en Parejas de IWGP, FTR. Después del partido, Aussie Open retó a FTR a un combate por los Campeonatos en Parejas IWGP. Recibieron su combate en Royal Quest II, donde perdieron ante FTR. En Rumble on 44th Street, Aussie Open perdió los Campeonatos en Parejas de Peso Abierto fuerte ante The Motor City Machine Guns en una lucha por equipos a tres bandas que también involucró a The DKC y Kevin Knight, poniendo fin a su reinado inaugural a los 76 días.
Davis y Fletcher competirían individualmente en la New Japan Cup 2023 en marzo. Fletcher derrotó alCampeón en Parejas de IWGP, Yoshi-Hashi, pero fue derrotado por la otra mitad de los campeones en parejas Hirooki Goto. Davis derrotó a Toru Yano en la primera ronda antes de perder ante su compañero de United Empire, Will Ospreay, en la siguiente ronda. Sin embargo, Ospreay se lesionaría en su combate, lo que provocaría que Davis avanzara a la tercera ronda donde derrotaría a Evil. En la ronda semifinal, Davis perdió ante Sanada, quedando así eliminado del torneo. Debido al éxito de Davis en el torneo y la victoria de Fletcher sobre el Campeón en Parejas Yoshi-Hashi, Aussie Open obtuvo una oportunidad en los Campeonatos en Parejas IWGP, contra Bishamon en Sakura Genesis. El 8 de abril en el evento, Aussie Open derrotó a Bishamon para ganar su primer Campeonato en Parejas IWGP. El 15 de abril en Capital Collision, Fletcher y Davis derrotaron a The Motor City Machine Guns y al equipo de Kazuchika Okada y Hiroshi Tanahashi, en una lucha por equipos a tres bandas, para recuperar los Campeonatos en Parejas de Peso Abierto STRONG por segunda vez, haciendo de ellos dobles campeones en NJPW. Defendieron los títulos de Strong la noche siguiente contra Lio Rush y Tomohiro Ishii. El 29 de abril en NJPW Wrestling Satsuma no Kuni, Aussie Open retuvo los Campeonatos en Parejas IWGP, derrotando a TMDK (Mikey Nicholls & Shane Haste). El 21 de mayo en Resurgence, Fletcher anunció que el equipo dejaría ambos títulos vacantes, debido a Mark. La lesión de Davis.

### All Elite Wrestling / Ring of Honor (2022-presente)
En el episodio del 8 de junio de Dynamite, Aussie Open y Aaron Henare hicieron su debut en All Elite Wrestling (AEW), ayudando a Will Ospreay a atacar a FTR y Trent Beretta, a quienes Cobb y O-Khan habían atacado dos semanas antes. Hicieron su debut en el ring en la edición del 10 de junio de Rampage, donde ellos y Ospreay perdieron ante FTR y Beretta en una lucha por equipos de 6 hombres. Aussie Open regresó en la edición especial Road Rager del 15 de junio de Dynamite atacando a FTR y Roppongi Vice (Beretta & Rocky Romero) después de que Ospreay derrotara a Dax Harwood de FTR, sin embargo, fueron detenidos por Orange Cassidy, quien fue anunciado para enfrentar a Ospreay en AEWxNJPW: Forbidden Door por elCampeonato de los Estados Unidos de IWGP de Ospreay, junto con O-Khan y Cobb enfrentando a FTR y Roppongi Vice en una lucha por equipos de triple amenaza, por los Campeonatos en Parejas IWGP de Cobb y O-Khan y por los Campeonatos Mundiales en Parejas de ROH de FTR. En el evento, Aussie Open acompañó a Ospreay al ring para su combate contra Cassidy, y a menudo ayudó a Ospreay durante el combate. Ospreay finalmente retuvo el campeonato y, junto con el Aussie Open, atacó a Cassidy y Roppongi Vice después del partido. Sin embargo, Ospreay y Aussie Open fueron interrumpidos por Katsuyori Shibata, quien derrotó al trío, salvando a Cassidy y Roppongi Vice.
El 27 de julio, se reveló el Campeonato Mundial de Tríos de AEW, y Aussie Open y Ospreay fueron nombrados participantes en el torneo inaugural. El 24 de agosto, Aussie Open y Ospreay derrotaron a Death Triangle para avanzar a las semifinales, donde fueron derrotados por The Elite ( The Young Bucks & Kenny Omega) el 31 de agosto. Después del combate, United Empire atacó a The Elite.
Fletcher y Davis regresaron a AEW en la edición del 22 de febrero de Dynamite, compitiendo en la Revolution Tag Team Battle Royal, pero no lograron ganar. En la edición de Rampage de la misma semana, Davis y Fletcher perdieron ante The Young Bucks. La semana siguiente en Dynamite, el Aussie Open compitió en el Casino Tag Team Royale, pero nuevamente no logró ganar.
El 9 de marzo, Fletcher y Davis regresaron a Ring of Honor (ROH), que ahora era la promoción hermana de AEW, luego de la compra de la compañía por parte de Tony Khan, derrotando a Rhett Titus y Tracy Williams. En Supercard of Honor, el dúo compitió en la Reach for the Sky ladder match por el vacante Campeonato Mundial en Parejas de ROH, pero no pudo ganar la lucha.
Una semana después de ganar los Campeonatos en Parejas de IWGP, Fletcher y Davis hicieron su primera defensa del título contra Best Friends, derrotándolos y reteniendo los títulos en la edición del 14 de abril de Rampage.
Tras la derrota de Fletcher ante el Campeón Internacional de AEW, Orange Cassidy, en la edición del 24 de mayo de Dynamite, se anunció que tanto Davis como Fletcher habían firmado con AEW.
El 21 de julio de 2023, el dúo ganó el Campeonato Mundial en Parejas de ROH en Death Before Dishonor en una lucha por equipos a cuatro bandas. La semana siguiente en Ring of Honor, Aussie Open hizo su primera defensa del título, derrotando a los Iron Savages. En Dynamite: 200, Aussie Open retuvo sus títulos contra El Hijo del Vikingo y Komander. En el episodio de Rampage de la semana siguiente, el dúo aceptó el desafío de Better Than You Bay Bay (Adam Cole & MJF) por los títulos en la Zero Hour de All In. En el período previo al combate, Aussie Open hizo más defensas del título contra Ethan Page e Isiah Kassidy, y Kassidy y The Hardys (Matt & Jeff Hardy). En la Zero Hour del All In, Aussie Open perdió los Campeonatos Mundiales en Parejas de ROH ante Cole y MJF, poniendo fin a su reinado de 37 días.
Después de la derrota, el dúo cambió su enfoque hacia los Campeonatos Mundiales en Parejas de AEW, convocando a los campeones FTR en la edición del 16 de septiembre de Collision, exigiendo una lucha por el campeonato en WrestleDream. Poco después, el combate se hizo oficial para el evento del 1 de octubre, que fue notablemente el primer aniversario del último combate de los dos equipos, por el Campeonato en Parejas IWGP en Royal Quest II. En WrestleDream, FTR derrotó a Aussie Open y retuvo sus campeonatos. Después del evento, se reveló que Davis había sufrido una lesión en la muñeca y estaría fuera de acción.

## Campeonatos y logros
- Australian Wrestling League
  - AWL Heavyweight Championship (2 veces)
- ATTACK! Pro Wrestling
  - ATTACK! 24:7 Championship (3 veces)[57]
  - ATTACK! Tag Team Championship (2 veces) – con Kyle Fletcher[58]
- DEFIANT Wrestling
  - Defiant Tag Team Championship (2 veces) – con Kyle Fletcher[59]
- Fight Club:PRO
  - FCP Championship (1 vez)[60]
- HOPE Wrestling
  - HOPE 24/7 Hardcore Championship (5 veces)[61]
  - HOPE Tag Team Championship (1 vez) – con Kyle Fletcher[62]
- National Wrestling Alliance Australian Wrestling Alliance
  - NWA AWA Heavyweight Championship (2 veces)[63]
- New Japan Pro Wrestling
  - NJPW STRONG Openweight Tag Team Championship (2 veces, inaugural) – con Kyle Fletcher[64][65][66]
  - NJPW STRONG Openweight Tag Team Championship Tournament – con Kyle Fletcher[67]
  - IWGP Tag Team Championship (1 vez) – con Kyle Fletcher[68][62]
- Over The Top Wrestling
  - OTT Tag Team Championship (1 vez) – con Kyle Fletcher[69][70]
- PROGRESS Wrestling
  - PROGRESS Tag Team Championship (2 veces) – con Kyle Fletcher[71]
  - Natural Progression Series (2018)
- Professional Wrestling Alliance
  - PWA Heavyweight Championship (1 vez)[72]
  - PWA Tag Team Championship (1 vez) – con Kyle Fletcher[73]
- Pro Wrestling Alliance Queensland 
  - PWA Queensland Championship (1 vez)[74]
- Revolution Pro Wrestling
  - British Tag Team Championship (2 veces) – con Kyle Fletcher[75]
- Ring of Honor
  - ROH World Tag Team Championship (1 vez)[76] – con Kyle Fletcher
- Westside Xtreme Wrestling
  - wXw World Tag Team Championship (2 veces) – con Kyle Fletcher[77]